# Podravske Sesvete
Podravske Sesvete es un municipio de Croacia en el condado de Koprivnica-Križevci.

## Geografía
Se encuentra a una altitud de 111 m s. n. m. a 126 km de la capital nacional, Zagreb.

## Demografía
En el censo 2011 el total de población del municipio fue de 1 630 habitantes, todos ellos habitantes de la localidad homónima, única del ejido.
| Gráfica de población de Podravske Sesvete 1857-2011                 |
|                                                                     |
| Según los censos de población de la oficina estadística de Croacia. |